# Premier League 2004-2005 (Irlanda del Nord)
La Premier League 2004-2005 è stata la 104ª edizione della prima divisione del campionato nordirlandese di calcio.
Il campionato era formato da sedici squadre e il Glentoran vinse il titolo.

## Classifica finale
| Pos. | Squadra            | G  | V  | N  | P  | GF | GS | Punti |
| ---- | ------------------ | -- | -- | -- | -- | -- | -- | ----- |
| 1    | Glentoran          | 30 | 24 | 2  | 4  | 73 | 22 | 74    |
| 2    | Linfield           | 30 | 22 | 6  | 2  | 78 | 23 | 72    |
| 3    | Portadown          | 30 | 18 | 4  | 8  | 64 | 29 | 58    |
| 4    | Dungannon Swifts   | 30 | 15 | 5  | 10 | 57 | 39 | 50    |
| 5    | Limavady United    | 30 | 13 | 9  | 8  | 52 | 36 | 48    |
| 6    | Coleraine          | 30 | 14 | 5  | 11 | 62 | 47 | 47    |
| 7    | Lisburn Distillery | 30 | 13 | 8  | 9  | 49 | 42 | 47    |
| 8    | Ballymena United   | 30 | 11 | 12 | 7  | 40 | 37 | 45    |
| 9    | Institute          | 30 | 11 | 3  | 16 | 36 | 50 | 36    |
| 10   | Newry City         | 30 | 10 | 5  | 15 | 38 | 63 | 35    |
| 11   | Cliftonville       | 30 | 9  | 7  | 14 | 29 | 44 | 34    |
| 12   | Loughgall          | 30 | 8  | 6  | 16 | 34 | 53 | 30    |
| 13   | Larne              | 30 | 7  | 7  | 16 | 31 | 60 | 28    |
| 14   | Ards               | 30 | 6  | 8  | 16 | 33 | 54 | 26    |
| 15   | Crusaders          | 30 | 5  | 9  | 16 | 27 | 48 | 24    |
| 16   | Omagh Town         | 30 | 5  | 2  | 23 | 32 | 88 | 17    |

G = Partite giocate; V = Vittorie; N = Nulle/Pareggi; P = Perse; GF = Goal fatti; GS = Goal subiti; 

### Spareggio promozione/retrocessione
- Crusaders FC	1-1 e 1-2	Glenavon FC